# Dan Hinote
Daniel Chester Hinote , född 30 januari 1977, är en amerikansk före detta professionell ishockeyspelare och numera assisterande tränare i Colorado Eagles i American Hockey League (AHL). Han draftades som 167:e totalt av Colorado Avalanche i NHL Entry Draft 1996 med vilka han vann Stanley Cup med 2001.
Under NHL:s lockoutsäsong 2004-05 spelade Hinote för Modo Hockey.

## Privatliv
Hinote är förlovad med Amy McCarthy, syster till playboymodellen Jenny McCarthy.

## Statistik

### Klubbkarriär
| 1993–94    | Elk River High School | HS-MN      | —   | —  | —  | —  | —   | —  | — | — | —  | —  |
| 1994–95    | Army                  | NCAA       | 33  | 20 | 24 | 44 | 20  | —  | — | — | —  | —  |
| 1995–96    | Army                  | NCAA       | 34  | 21 | 24 | 45 | 22  | —  | — | — | —  | —  |
| 1996–97    | Oshawa Generals       | OHL        | 60  | 15 | 13 | 28 | 58  | 18 | 4 | 5 | 9  | 8  |
| 1997–98    | Oshawa Generals       | OHL        | 35  | 12 | 15 | 27 | 39  | 5  | 2 | 2 | 4  | 7  |
| 1997–98    | Hershey Bears         | AHL        | 24  | 1  | 4  | 5  | 25  | —  | — | — | —  | —  |
| 1998–99    | Hershey Bears         | AHL        | 65  | 4  | 16 | 20 | 95  | 5  | 3 | 1 | 4  | 6  |
| 1999–00    | Colorado Avalanche    | NHL        | 27  | 1  | 4  | 3  | 10  | —  | — | — | —  | —  |
| 1999–00    | Hershey Bears         | AHL        | 55  | 28 | 31 | 59 | 96  | 14 | 4 | 5 | 9  | 19 |
| 2000–01    | Colorado Avalanche    | NHL        | 76  | 5  | 10 | 15 | 51  | 23 | 2 | 4 | 6  | 21 |
| 2001–02    | Colorado Avalanche    | NHL        | 58  | 6  | 6  | 12 | 39  | 19 | 1 | 2 | 3  | 9  |
| 2002–03    | Colorado Avalanche    | NHL        | 60  | 6  | 4  | 10 | 49  | 7  | 1 | 2 | 3  | 2  |
| 2003–04    | Colorado Avalanche    | NHL        | 59  | 4  | 7  | 11 | 57  | 11 | 1 | 0 | 1  | 0  |
| 2004–05    | Modo Hockey           | SHL        | 18  | 2  | 1  | 3  | 106 | 5  | 0 | 0 | 0  | 56 |
| 2005–06    | Colorado Avalanche    | NHL        | 73  | 5  | 8  | 13 | 48  | 9  | 1 | 1 | 2  | 31 |
| 2006–07    | St. Louis Blues       | NHL        | 41  | 5  | 5  | 10 | 23  | —  | — | — | —  | —  |
| 2007–08    | St. Louis Blues       | NHL        | 58  | 5  | 5  | 10 | 42  | —  | — | — | —  | —  |
| 2008–09    | St. Louis Blues       | NHL        | 51  | 1  | 4  | 5  | 64  | 3  | 0 | 0 | 0  | 4  |
| 2009–10    | Modo Hockey           | SHL        | 26  | 4  | 4  | 8  | 28  | —  | — | — | —  | —  |
| NHL totalt | NHL totalt            | NHL totalt | 503 | 38 | 52 | 90 | 383 | 72 | 6 | 9 | 15 | 67 |